# Naours

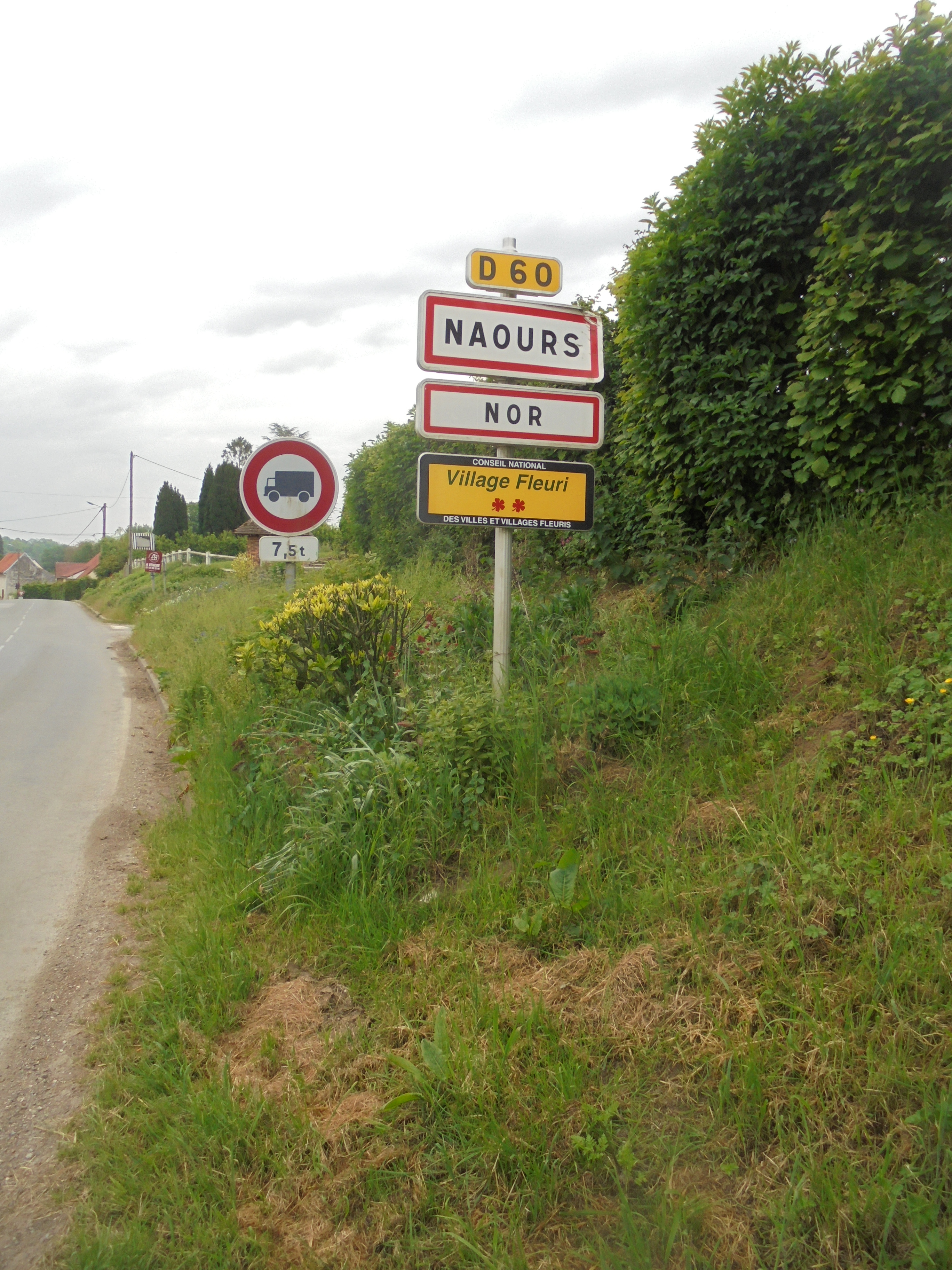

Naours (/na.uʁ/) (en picard : Nor (/nɔʁ/, prononciation utilisée régionalement) est une commune française située dans le département de la Somme, en région Hauts-de-France.

## Géographie

### Localisation
Naours est un village picard de l'Amiénois.
Limitrophe de Villers-Bocage, la localité est située à 15 km au sud de Doullens, 16 km au nord d'Amiens, 33 km au sud-est d'Abbeville et 46 km au sud-ouest d'Arras à vol d'oiseau.
Le territoire de la commune est limitrophe de ceux de huit communes.
Les communes limitrophes sont Bonneville, Canaples, Candas, Flesselles, Talmas, La Vicogne, Villers-Bocage et Wargnies.

### Hydrographie

#### Réseau hydrographique
La commune est située dans le bassin Artois-Picardie. Elle est drainée par la Nièvre.
La Nièvre, d'une longueur de 22 km, prend sa source dans la commune  et se jette  dans la Somme canalisée à L'Étoile, après avoir traversé 13 communes.

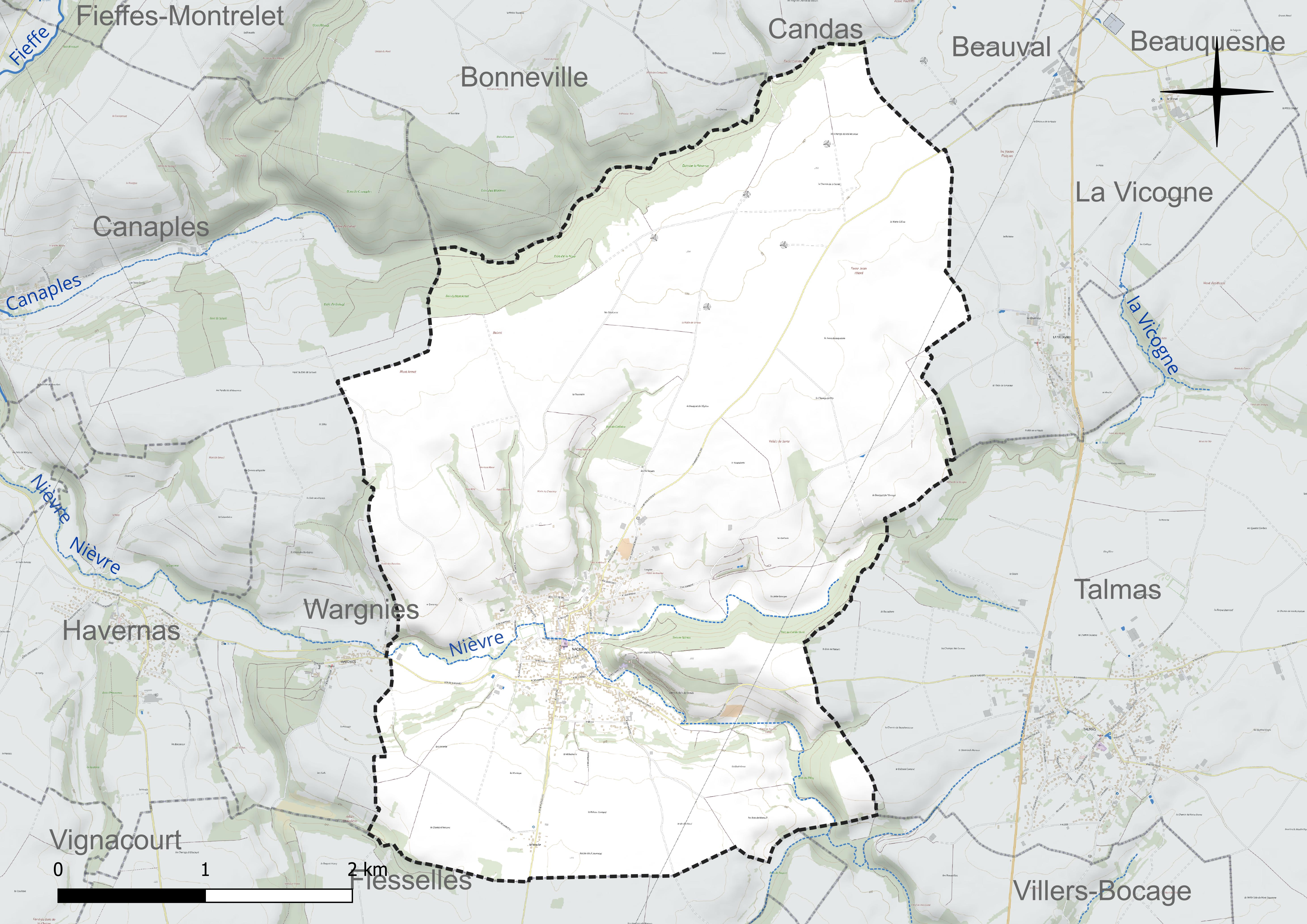
Réseau hydrographique de Naours.

#### Gestion et qualité des eaux
Le territoire communal est couvert par le schéma d'aménagement et de gestion des eaux (SAGE) « Somme aval et Cours d'eau côtiers ». Ce document de planification concerne un territoire de 1 835 km2 de superficie, délimité par le bassin versant de la Somme canalisée. Le périmètre a été arrêté le 29 avril 2010 et le SAGE proprement dit a été approuvé le 6 août 2019. La structure porteuse de l'élaboration et de la mise en œuvre est le syndicat mixte d'aménagement hydraulique du bassin versant de la Somme (AMEVA).
La qualité des cours d'eau peut être consultée sur un site dédié géré par les agences de l'eau et l'Agence française pour la biodiversité.

### Climat
Pour des articles plus généraux, voir Climat des Hauts-de-France et Climat de la Somme.
En 2010, le climat de la commune est de type climat océanique dégradé des plaines du Centre et du Nord, selon une étude du CNRS s'appuyant sur une série de données couvrant la période 1971-2000. En 2020, Météo-France publie une typologie des climats de la France métropolitaine dans laquelle la commune est exposée à un climat océanique et est dans la région climatique Côtes de la Manche orientale, caractérisée par un faible ensoleillement (1 550 h/an) ; forte humidité de l'air (plus de 20 h/jour avec humidité relative > 80 % en hiver), vents forts fréquents.
Pour la période 1971-2000, la température annuelle moyenne est de 10,2 °C, avec une amplitude thermique annuelle de 14 °C. Le cumul annuel moyen de précipitations est de 786 mm, avec 12,9 jours de précipitations en janvier et 8,8 jours en juillet. Pour la période 1991-2020, la température moyenne annuelle observée sur la station météorologique la plus proche, située sur la commune de Bernaville à 13 km à vol d'oiseau, est de 10,4 °C et le cumul annuel moyen de précipitations est de 877,3 mm,. Pour l'avenir, les paramètres climatiques de la commune estimés pour 2050 selon différents scénarios d'émission de gaz à effet de serre sont consultables sur un site dédié publié par Météo-France en novembre 2022.

## Urbanisme

### Typologie
Au 1er janvier 2024, Naours est catégorisée bourg rural, selon la nouvelle grille communale de densité à sept niveaux définie par l'Insee en 2022.
Elle est située hors unité urbaine. Par ailleurs la commune fait partie de l'aire d'attraction d'Amiens, dont elle est une commune de la couronne,. Cette aire, qui regroupe 369 communes, est catégorisée dans les aires de 200 000 à moins de 700 000 habitants,.

### Occupation des sols
L'occupation des sols de la commune, telle qu'elle ressort de la base de données européenne d'occupation biophysique des sols Corine Land Cover (CLC), est marquée par l'importance des territoires agricoles (88,1 % en 2018), une proportion identique à celle de 1990 (88,1 %). La répartition détaillée en 2018 est la suivante : 
terres arables (69,9 %), prairies (18,2 %), forêts (8,4 %), zones urbanisées (3,5 %). L'évolution de l'occupation des sols de la commune et de ses infrastructures peut être observée sur les différentes représentations cartographiques du territoire : la carte de Cassini (XVIIIe siècle), la carte d'état-major (1820-1866) et les cartes ou photos aériennes de l'IGN pour la période actuelle (1950 à aujourd'hui).

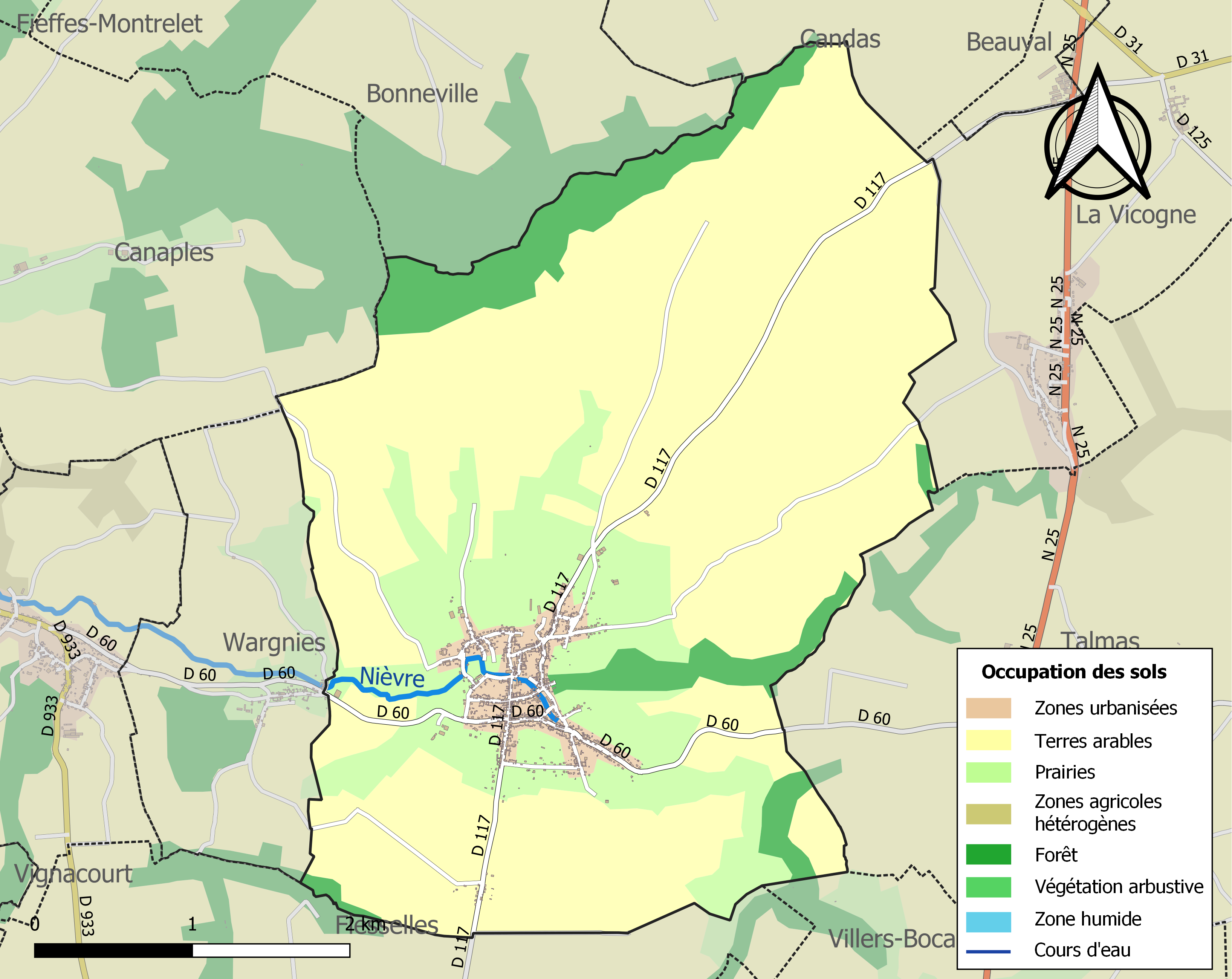
Carte des infrastructures et de l'occupation des sols de la commune en 2018 (CLC).

### Voies de communication et transports
Naours est aisément accessible depuis la RN 25.
Il est desservi en 2019 par la ligne d'autocars no 56 (Havernas - Flesselles - Amiens) du réseau Trans'80, Hauts-de-France, chaque jour de la semaine sauf le dimanche et les jours fériés et la ligne no 25, le jeudi, jour de marché à Doullens.

## Toponymie
Le nom de la localité est attesté sous les formes Nauurz et Narws (1064) ; Naors (1144) ; Naurs (1146) ; Naours (1145-1168) ; Naordis (1200) ; Naurdis (1200) ; Noourt (1503) ; Nort (1579) ; Naour (1733) ; Naur (1743) ; Nahoure (1764).

## Histoire
Gaëtan de Witasse indique que, sous l'Ancien Régime, la seigneurie appartenait « à l'abbaye de Corbie. On trouve deux versions sur l'origine de cette possession : l'une l'attribue à la charte de 662, comme faisant partie de la forêt de la Vicogne ; l'autre à la donation de l'abbé Mordrame, au VIIIe siècle. Le domaine comprend deux moulins et deux fours (banaux) en 1387, 442 journaux 1/4 de terre en 1388, 458 en 1547, 418 en 1640, 563 journaux 85 verges en 1742, non compris les biens de la prévôté qui sont 10 journaux 56 verges de prés et 56 journaux 34 verges de terre. Il y a une cense en 1547 et un château au commencement du XVIIe siècle, ruiné en 1640 »
Naours est connue grâce à la présence de carrières-refuges ou muches supposées commencées à l'époque des invasions normandes du IXe siècle.
Durant la Première Guerre mondiale, Naours est situé à l'arrière du front, et sert  de lieu de visite touristique pour les soldats alliés au repos. De nombreux grafitis de soldats australiens ont été découverts dans les muches de Naours en 2014.
En mai 2018, la commune a subi d'importantes inondations à la suite d'orages exceptionnels.

## Politique et administration

### Rattachements administratifs et électoraux
La commune se trouve depuis 1926 dans l'arrondissement d'Amiens du département de la Somme. Pour l'élection des députés, elle fait partie depuis 2012 de la première circonscription de la Somme.
Après avoir été chef-lieu de canton en 1793, Naours intègre le canton de Domart-en-Ponthieu en 1801. Dans le cadre du redécoupage cantonal de 2014 en France, la commune est désormais intégrée au canton de Corbie.

### Intercommunalité
Naours était membre de la communauté de communes Bocage Hallue, créée fin 1999.
Dans le cadre des dispositions de la loi portant nouvelle organisation territoriale de la République du 7 août 2015, qui prévoit que les établissements publics de coopération intercommunale (EPCI) à fiscalité propre doivent avoir un minimum de 15 000 habitants, cette intercommunalité fusionne contre son gré avec ses voisines pour former, le 1er janvier 2017, la communauté de communes du Territoire Nord Picardie dont Naours est désormais membre.

### Liste des maires
| Période                                  | Période                    | Identité           | Étiquette | Qualité |
| ---------------------------------------- | -------------------------- | ------------------ | --------- | --- |
| Les données manquantes sont à compléter. |                            |                    |           | |
| 1996                                     | mars 2008                  | Geneviève Cazin    |           | |
| mars 2008                                | En cours (au 27 juin 2021) | Jean-Michel Bouchy | DVD       | Professeur de cuisine dans un lycée hôtelier à Amiens Vice-président de la CC du Territoire Nord Picardie (2017 → ) Conseiller départemental de Corbie (2021 → ) Vice-président du conseil départemental de la Somme (2021 → ) Réélu pour le mandat 2020-2026, |

### Distinctions et labels
Le fleurissement de la commune est reconnu par deux fleurs au concours des villes et villages fleuris depuis 2016. La ville espère les conserver en 2019, malgré les fortes inondations de 2018 qui ont occasionné beaucoup de dégâts.

## Population et société

### Démographie
L'évolution du nombre d'habitants est connue à travers les recensements de la population effectués dans la commune depuis 1793. Pour les communes de moins de 10 000 habitants, une enquête de recensement portant sur toute la population est réalisée tous les cinq ans, les populations de référence des années intermédiaires étant quant à elles estimées par interpolation ou extrapolation. Pour la commune, le premier recensement exhaustif entrant dans le cadre du nouveau dispositif a été réalisé en 2008.

En 2022, la commune comptait 1 055 habitants, en évolution de −2,22 % par rapport à 2016 (Somme : −1,26 %, France hors Mayotte : +2,11 %).
| 1793  | 1800  | 1806  | 1821  | 1831  | 1836  | 1841  | 1846  | 1851  |
| ----- | ----- | ----- | ----- | ----- | ----- | ----- | ----- | ----- |
| 1 475 | 1 517 | 1 605 | 1 777 | 1 896 | 1 904 | 1 918 | 1 929 | 1 835 |

| 1856  | 1861  | 1866  | 1872  | 1876  | 1881  | 1886  | 1891  | 1896  |
| ----- | ----- | ----- | ----- | ----- | ----- | ----- | ----- | ----- |
| 1 786 | 1 724 | 1 741 | 1 586 | 1 574 | 1 417 | 1 357 | 1 274 | 1 223 |

| 1901  | 1906  | 1911  | 1921 | 1926 | 1931 | 1936 | 1946 | 1954 |
| ----- | ----- | ----- | ---- | ---- | ---- | ---- | ---- | ---- |
| 1 158 | 1 132 | 1 039 | 842  | 765  | 717  | 646  | 659  | 662  |

| 1962 | 1968 | 1975 | 1982 | 1990  | 1999  | 2006  | 2008  | 2013  |
| ---- | ---- | ---- | ---- | ----- | ----- | ----- | ----- | ----- |
| 636  | 683  | 721  | 962  | 1 050 | 1 124 | 1 139 | 1 143 | 1 088 |

| 2018  | 2022  | - | - | - | - | - | - | - |
| ----- | ----- | - | - | - | - | - | - | - |
| 1 082 | 1 055 | - | - | - | - | - | - | - |

## Culture locale et patrimoine

### Lieux et monuments

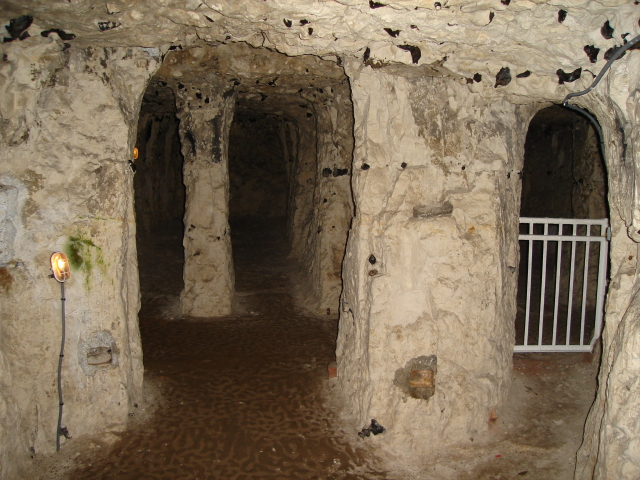
Réseau taillé dans la craie et les bancs de silex.

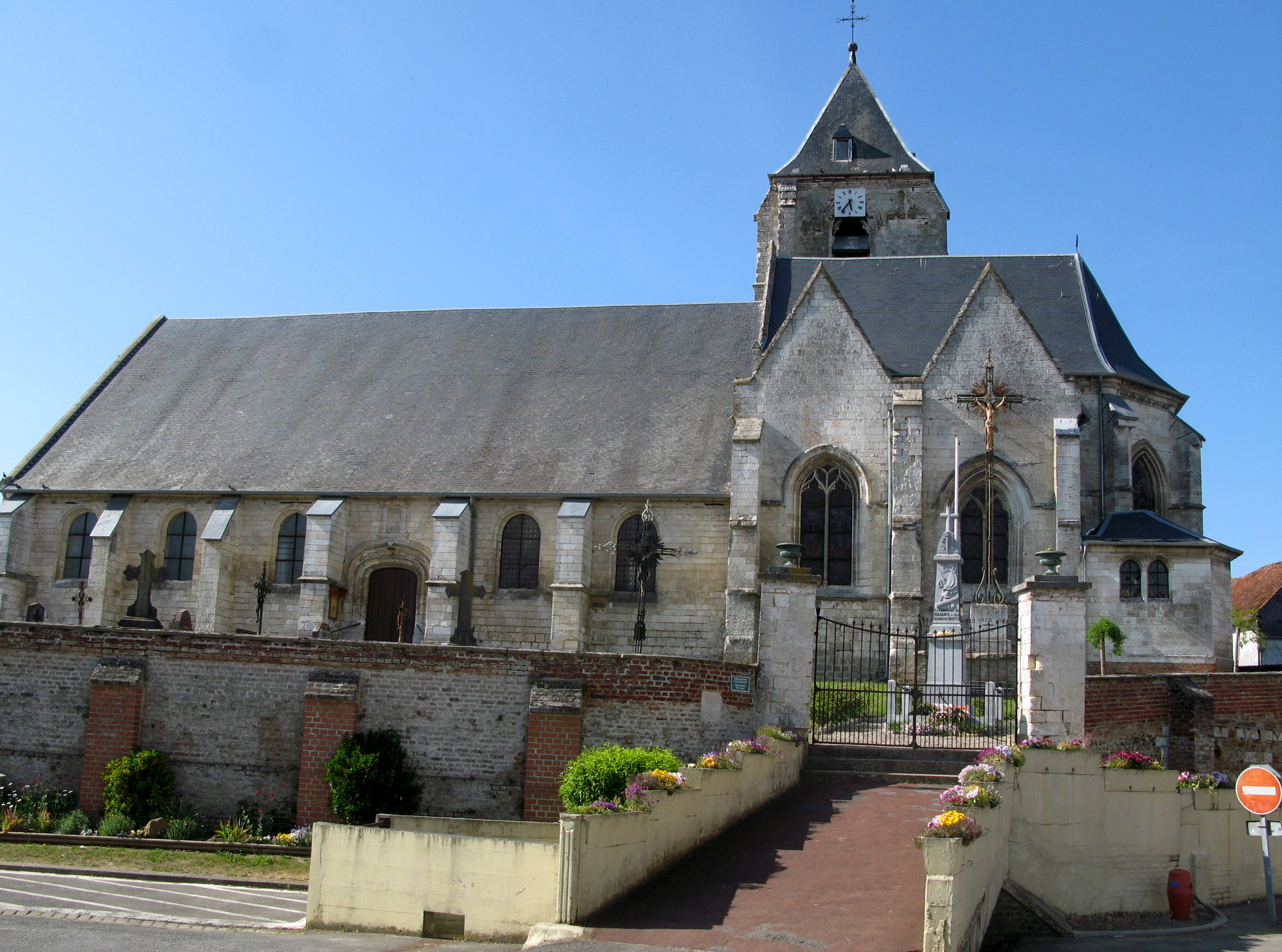
L'église, entourée du cimetière, présente une silhouette particulièrement massive.

- Cité souterraine de Naours[36],[37],[38]

Cet ensemble de carrières aménagées et de muches, (ou souterrains-refuges), creusées dans la craie pour protéger les populations civiles lors des guerres, est mentionné à partir du XIVe siècle. En 1887, l'abbé Danicourt, curé du village redécouvrit l'entrée du site.
Située jusqu'à 33 mètres de profondeur dans le flanc de la colline, la cité souterraine compte 20 galeries (soit 2 km de longueur), près de 130 « chambres » d'après le plan de l'abbé Danicourt, six cheminées, des places publiques, une chapelle (ces deux derniers éléments ont été créés par l'abbé Danicourt), elle est ouverte au public. Elle fut utilisée particulièrement durant les guerres de Religion.
Un modeste musée présente une petite quinzaine de personnages en cire rappelant les professions locales traditionnelles. Le centre d'interprétation des soldats voyageurs, à proximité, présente les graffitis de soldats australiens engagés dans la bataille de la Somme durant la Première Guerre mondiale.
- Les moulins :
Pour rappeler les anciens moulins ayant existé route d'Amiens à Naours (sur le lieu-dit le moulin), la cité souterraine de Naours a acquis un moulin à Linselles, "le moulin du Belcan[41]", puis un autre en 1963 "le moulin de Stavele"[42] en Belgique, pour servir de pièces détachées à la rénovation du premier.

Cependant, les deux furent conservés et montés sur la colline du Guet.
Le moulin de Stavele, dit de « Westmolen », y a fonctionné pendant plus de trois siècles. En mauvais état, il a dû être démonté en 2017, il est en attente de restauration,.

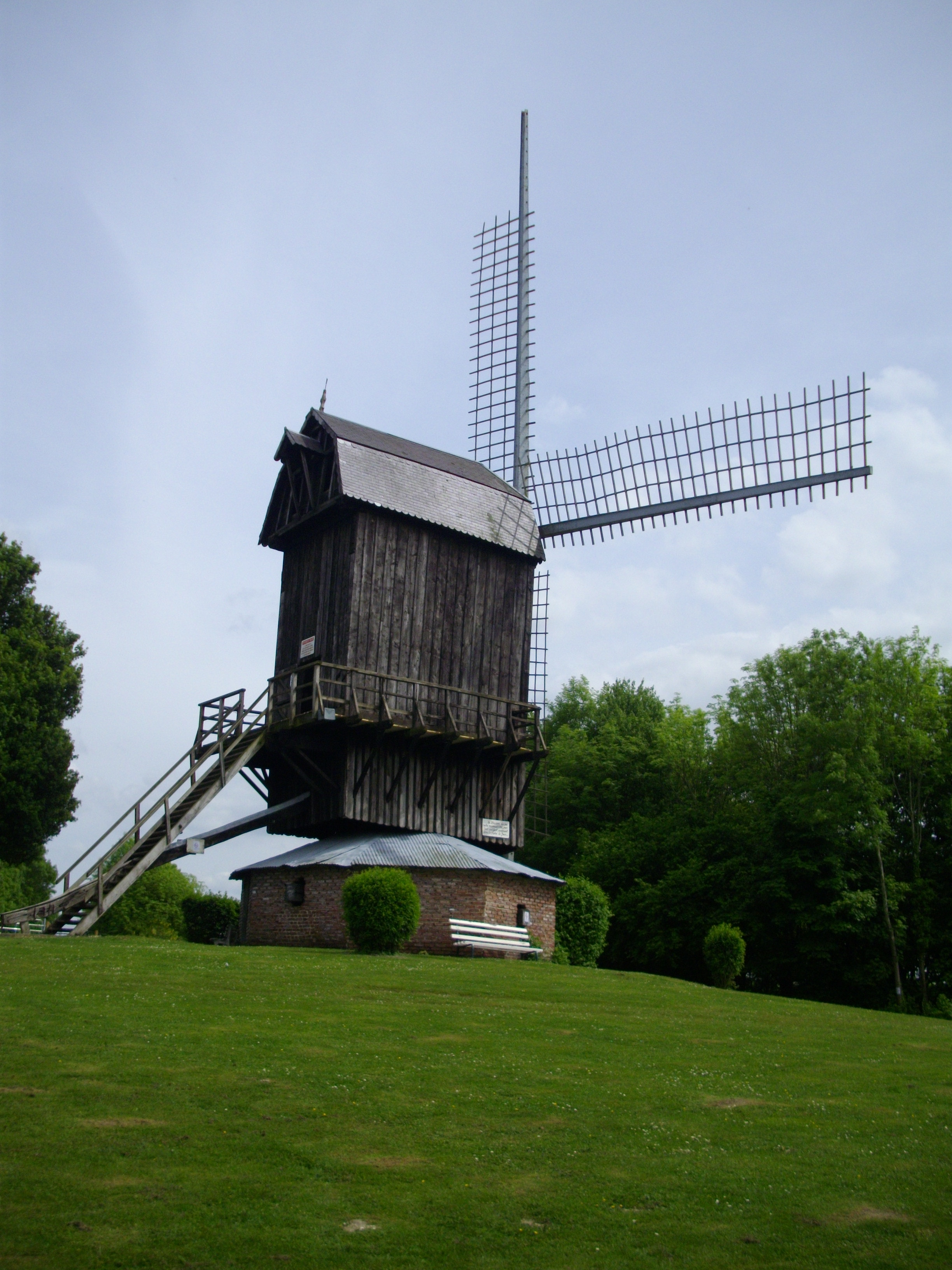
Le moulin de Belcan.
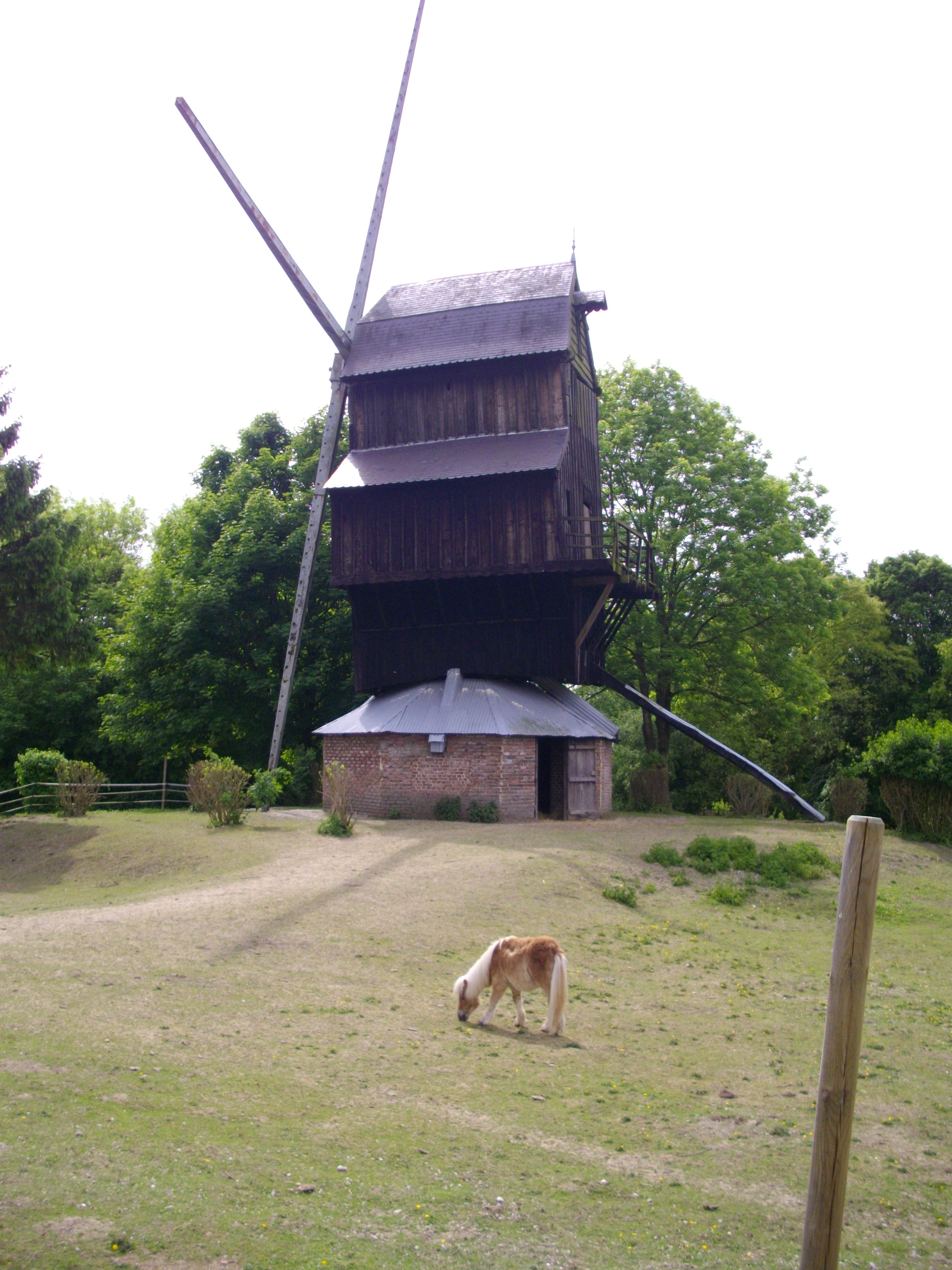
Le moulin de Westmolen.
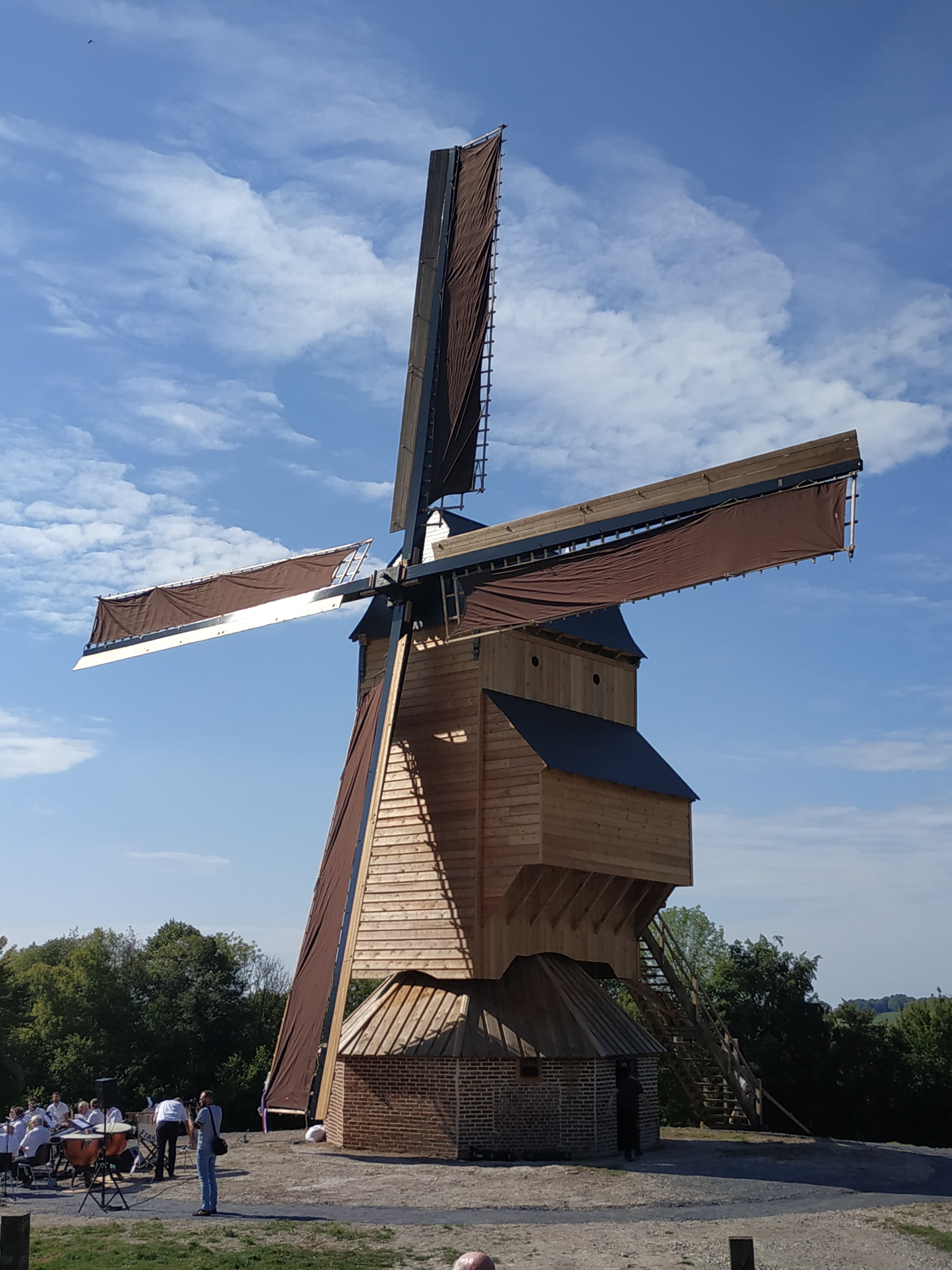
Le moulin de Westmolen vu différemment.

- Château de Naours 
Le château de Naours[46] est issu d'un site féodal très ancien qui remonte vraisemblablement au haut Moyen Âge et qui aurait pris la place d'un établissement de l'époque romaine.

Le château était entouré de douves qui ont été comblées. Il était protégé par une muraille complète avec tours d'angle. À l'emplacement approximatif de la grille se trouvait un pont-levis. Les murs ont été modifiés depuis. Les parties les plus anciennes sont le mur (brique et pierre) style Louis XIII et les restes d'un ancien donjon (sans doute du XVe siècle) sur la face nord.
Plusieurs constructions se sont succédé. Après les guerres du XVIIe siècle, au cours desquelles il fut en partie détruit, il fut reconstruit (au début du XVIIIe siècle) et a subsisté dans son ensemble jusqu'à nos jours.
Le pigeonnier menaçait de tomber en ruine et n'était plus en harmonie avec le nouveau château : en 1737, l'abbé Corbie fit dresser un projet par divers artisans (archives départementales). Il fut achevé en 1738 puis partiellement restauré en 1987.
Le château était une dépendance de la très puissante abbaye de Corbie, qui selon les périodes, laissa plus ou moins d'autonomie à son représentant. Il semble même que celui-ci ait fini par jouir d'une véritable indépendance car, en 1435, l'abbaye dut racheter le fief de Naours à un seigneur voisin) À la Révolution française, le château fait partie des biens nationaux et est vendu en adjudication le 31 janvier 1783 à un Amiénois. Aux XIXe et XXe siècles, le château sera la plupart du temps la propriété des notaires résidant à Naours.
Le château de Naours est transformé en lieu de réception pour les professionnels et les particuliers.
- Église Saint-Martin[49],[50].
- Monument aux morts. Dressé à l'intérieur du cimetière, juste à l'une des deux entrées de celui-ci, en contrebas de l'église, il est dans l'axe de la rue qui remonte en direction de Flesselles.
- L'arbre de la liberté de Naours, arbre remarquable[51].

### Personnalités liées à la commune
- Ernest Danicourt, abbé, le découvreur des grottes.
- Francis Delattre, député du Val-d'Oise, né à Naours en 1946.

### Héraldique
| Blason de Naours | Blason  | D'azur à l'épée basse d'or posée en bande, à la lampe à huile du même, allumée de gueules, la flamme à senestre (au comble de sable chargé de l'inscription « NAOURS » d'or).                                                      |
| Blason de Naours | Détails | La lampe à huile allumée et l'épée évoquent le village souterrain creusé pour protéger les villageois lors des guerres depuis le IXe siècle. Blason utilisé dans les années 1960 et 1970 dont le statut actuel reste à déterminer. |